# Алые розы
«Алые розы» (итал. Rose scarlatte, фр. Roses écarlates) — итальянская чёрно-белая комедия режиссёров Джузеппе Амато и Витторио Де Сики по пьесе Альдо де Бенедетти «Две дюжины алых роз» (итал. Due dozzine di rose scarlatte, 1936). Премьера фильма состоялась в Италии 16 апреля 1940 года, во Франции — 4 февраля 1942 года. Дебютная работа Витторио Де Сики в качестве режиссёра.
Фильм долгое время считался утерянным, сохранилась лишь французская копия.

## Сюжет
Однажды Альберто Верани снимает трубку и принимает заказ на две дюжины алых роз. Звонивший ошибся номером, а Альберто приятно удивлён и уже в предвкушении от приключения с незнакомкой.
Цветы доставляют и их получает Мария, жена Альберто. Среди цветов она находит карточку с подписью «Загадка». Её обуревает желание встретиться с этим таинственным мужчиной.
Альберто понимает, что произошло, и желает продолжить розыгрыш, чтобы проверить, насколько Мария верна ему и как далеко она может зайти. Он каждый день посылает ей розы и ревнует к несуществующему сопернику.

## В ролях
- Витторио Де Сика — Альберто Верани
- Рене Сен-Клер — Мария Верани
- Умберто Мельнати — Томассо Савелли
- Виви Джои — Клара
- Луизелла Беги — Розина, горничная
- Руби Д'Альма — графиня
- Карло Раньери — садовник
- Ливия Минелли — цветочница
- Ольга фон Коллар
- Аристиде Гарбини

## Съёмочная группа
- Режиссёры-постановщики: Джузеппе Амато, Витторио Де Сика
- Сценарист: Альдо де Бенедетти
- Оператор: Тамаш Кеменьффи
- Продюсеры: Джузеппе Амато, Анджело Риццоли
- Художник-постановщик: Гастон Меден
- Композиторы: Ф. Эрмини (французская версия), Ренцо Росселлини
- Монтажёр: Мария Розада
- Звукорежиссёр: Карло Пассерини